# 平戸市立生月小学校
平戸市立生月小学校（ひらどしりつ いきつきしょうがっこう、Hirado City Ikitsuki Elementary School）は、長崎県平戸市生月町里免にある公立小学校。略称は「生月小」（いきつきしょう）、「生小」（いきしょう）。
生月島の中部に位置している。

## 概要
歴史
1875年（明治8年）に開校した「第五大学区第四中学区生月里小学校」を前身とする。2010年（平成22年）に創立135周年を迎えた。
学校教育目標
「人間性豊かで、心身ともに健康で調和のとれた明るく、たくましい生っ子を育成する。」
校歌
作詞は益冨治保、作曲は寺崎良平（元長崎県立女子短期大学教授）による。歌詞は3番まであり、校名は歌詞に登場しない。
校区
平戸市立生月中学校区。

## 沿革
- 1875年（明治8年）2月8日 - 学制に基づき、永光寺の一室を借用し、「第五大学区第四中学区生月里小学校」が開校。
- 1882年（明治15年）4月1日 - 教育令の施行により、「公立下等里小学校」に改称。
- 1886年（明治19年）4月1日 - 小学校令の施行により、「簡易里小学校」（3年制）に改称。
- 1888年（明治21年）7月 - 生月島北部に御崎（みさき）分舎を設置。
- 1889年（明治22年）4月1日 - 町村制の施行により、生月村立の小学校となる[1]。
- 1892年（明治25年）4月1日 - 「尋常里小学校」（4年制）と改称。
- 1893年（明治26年）4月1日 - 「生月尋常小学校」と改称。 御崎分舎を御崎分校とする。
- 1896年（明治29年）4月1日 - 高等科を併置し、「生月尋常高等小学校」に改称[2]。
- 1908年（明治41年）4月1日 - 小学校令の一部改正により、義務教育期間が尋常科4年から尋常科6年に延長される。
- 1941年（昭和16年）4月1日 - 国民学校令の施行により、「生月国民学校」に改称（初等科6ヶ年・高等科2ヶ年）。
- 1947年（昭和22年）
  - 4月1日 - 学制改革（六・三制の実施）が行われる。
    - 旧・生月国民学校の初等科が改組され、「生月町立生月小学校」が発足。御崎分校を設置。
    - 旧・生月国民学校の高等科と生月青年学校の普通科が改組され、生月町立生月中学校（新制中学校）が発足し、生月小学校に併設される。

  - 8月 - 御崎分校の校舎を新築し移転。
- 1951年（昭和26年）10月1日 - 現在地に第1・第4木造校舎を新築し、移転を完了。
- 1967年（昭和42年）1月31日 - 御崎分校に鉄筋コンクリート造校舎が完成。
- 1974年（昭和49年）3月9日 - 本校に鉄筋コンクリート造の校舎が完成。
- 1975年（昭和50年）
  - 2月8日 - 創立100周年記念式典を挙行。
  - 2月17日 - プールが完成。
- 1982年（昭和57年）10月21日 - 運動場を改修。
- 1991年（平成3年）
  - 3月31日 - 御崎分校を廃止し、本校に統合。
  - 7月31日 - 生月大橋が開通し、平戸島とつながる。
- 2005年（平成17年）10月1日 - 生月町が平戸市に編入され、「平戸市立生月小学校」（現校名）に改称。
- 2026年（令和8年）4月1日 - 平戸市立山田小学校を統合（予定）。

## アクセス
最寄りのバス停
- 生月自動車（生月バス）「漁協前」バス停

最寄りの国道・県道
- 長崎県道42号平戸生月線

## 周辺
- 生月保育所
- めばえ保育園
- 生月郵便局
- 生月漁業協同組合
- 平戸市役所生月支所（旧・生月町役場）
- 平戸市生月町公民館
- 長崎県警察平戸警察署生月警察官駐在所

## 参考資料
- 「生月町史」（1997年（平成9年）2月, 生月町郷土誌編纂委員会・生月町教育委員会）

## 関連事項
- 長崎県小学校一覧